# Історія української гривні

Символ сучасної української гривні

Гривня (староруське — гривна) — грошова одиниця сучасної України.

## Етимологія
Назва «гривня» походить від прикраси з золота або срібла у вигляді обруча, який носили на шиї (тобто — на «загривку»). Частіше за все це були м'яко закруглені обручі, з кінцями у вигляді голівок левів, прикрашені кольоровою емаллю.
Перше згадування «гривні» у значенні грошової одиниці зустрічається в «Повісті минулих літ». Тобто вже у VIII—IX століттях при здійсненні торгових операцій, сплаті данини гривня використовувалась як міра ваги і лічби. В XI столітті слово «гривня» набуло іншого значення — вагового. Вага срібла могла складатися з певного числа однакових монет, тому поступово виник рахунок їх на штуки. Монетні гривні проіснували до середини — другої половини XIII століття, лише новгородські існували до кінця XV століття. Гривня існувала до XVIII століття лише як вагова монета — «гривенка».
Випуск гривневих банкнот розпочався завдяки прийняттю Українською Центральною Радою Закону «Про грошову одиницю, биття монети та друк державних кредитових білетів» від 1 березня 1918, і 6 квітня перші гривневі банкноти з'явилися в обігу. Випуск гривень продовжився проголошенням гетьманату на чолі з Павлом Скоропадським, згодом був припинений і знову відновлений з приходом до влади Директорії.
Після поразки Директорії гривня припинила своє існування до 1991 року, коли в квітні 1991 року розпочалася робота над випуском нових грошей для Української РСР. В обіг гривня ввійшла згідно з Указом Президента України Леоніда Кучми «Про грошову реформу в Україні» від 25 серпня 1996. Грошова реформа в Україні проводилася 2-16 вересня 1996 року, і з того часу гривня є грошовою одиницею України.

## Часи Русі
Як грошово-лічильна одиниця гривня виникла ще за часів Русі, орієнтовно в XI столітті. Коштовні гривні створювалися цілком із золота.
Слово «гривня» у значенні певної кількості монет вперше зустрічається в «Повісті минулих літ». Літопис оповідає: князь Олег Віщий, прийшовши з Півночі, став владарювати у Києві і «встановив варягам давати від Новгорода гривен триста на рік, заради миру». Тобто вже у VIII–IX столітті при здійсненні торгових операцій, сплаті данини гривна використовувалась як міра ваги і лічби.
В XI столітті слово «гривна» набуло іншого значення — вагового. Вага срібла могла складатися з певного числа однакових монет, тому поступово виник рахунок їх на штуки. З часом на Русі з'являються гривна срібна (вагова — між 160 та 205 грамами залежно від типу) та гривна кун (лічильна). Цікаво, що спочатку їхня собівартість була однакова, але далі, внаслідок нестабільної ваги монет, одна гривна стала дорівнювати кільком кунам. В XII столітті гривна срібна (близько 204 г) по цінності вже дорівнювала 4 гривням кун (1 гривня кун = близько 51 г).
Гривня кун відповідала певній кількості платіжних одиниць (монет). В XI століття гривня кун = 20 ногатам = 25 кунам = 50 різанам; В XII столітті гривня кун = 20 ногатам = 50 кунам (куна протягом століття зменшилась вдвічі).
В ті часи існувало декілька видів гривень. З XI ст. у Русі в обігу були так звані «київські» гривни, які мали шестикутну форму і важили 150 г срібла — ці гроші існували до татаро-монгольського нашестя. Крім того, існували й «новгородські гривни», спочатку відомі лише у північно-західних землях, а від середини XIII століття — уже на всій території Давньоруської держави. Вони мали вигляд довгих срібних паличок і важили 240 г. Перехідною від «київської» до «новгородської» була «чернігівська» гривна, за формою дуже близька до «київської», а за вагою — до «новгородської». Але найцікавіша форма у «волзької» гривні: майстри створювали її у вигляді маленького човна. Серед звичайних монет XIV століття археологи часто знаходять також і «татарські гривні», що ними Малоросія чи Південна Русь (термін для України в російській історіографії) сплачувала данину Орді. У Великому князівстві Литовському використовувалась литовська гривня.

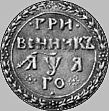
Гривенник

Певні зміни у житті гривни виникли у XIII столітті, коли для новгородських злитків срібла, поруч із назвою «гривна» почала вживатися назва «рубль». Усі монетні гривни, окрім новгородських, проіснували до середини — другої половини XIII ст. Новгородські, найбільш життєздатні, — до кінця XV століття, і поступово були витіснені монетами чужоземних княжих дворів. Вже у XV ст. злитки взагалі виходять з обігу, а рубль залишається як грошово-лічильна одиниця. Саме рубль (українська назва — «карбованець») стає символом російської, а потім і радянської монетної системи.

### Монета «гривна» у Російській Імперії
Гривна продовжувала існувати до XVIII століття лише як вагова монета — «гривенка». Вона, до речі, ділилася на 48 «златників», а вони, своєю чергою, — на 25 «почок».
В ході грошової реформи Петра І з 1701 року було розпочато випуск дрібної срібної монети «гривенникъ», що була рівна десяти копійкам , проте в деякі роки випуску номінал позначався як «гривня». Так з 1701 по 1704 рік карбувались гривенники із позначенням року випуску слов'янськими літерами. У 1705 році з'явилась «гривня», яка, до речі, була наймасовішою монетою з усіх петровських гривень. У 1713 році назва монети знову змінюється на «гривенникъ», а рік випуску відтепер позначається числом. За правління Катерини І монета знову називається гривнею, а за Анни Іоанівни — «гривенникъ». З такою назвою монету карбують за Єлизавети Петрівни і Катерини ІІ, на аверсах монет цих років почали зображати портрети імператриць.
Від часів правління Павла І номінал монети почали позначати в копійках (10 копійок), а назва «гривенник» збереглася в російській мові дотепер.

## Часи УНР та Директорії

### Гривня за часів УНР
Після проголошення Третім універсалом утворення Української Народної Республіки, Центральна Рада зініціювала розробку національної валюти. Власна валюта була одним зі способів задекларувати виникнення нової держави, а також наповнити ринок, знекровлений революційними подіями в Петрограді, грошовою масою.
Створення своєї фінансової системи та реалізацію емісії національних грошових знаків, було доручено Генеральному секретаріату фінансів та промисловості, очолюваному українським економістом Михайлом Туган-Барановським.

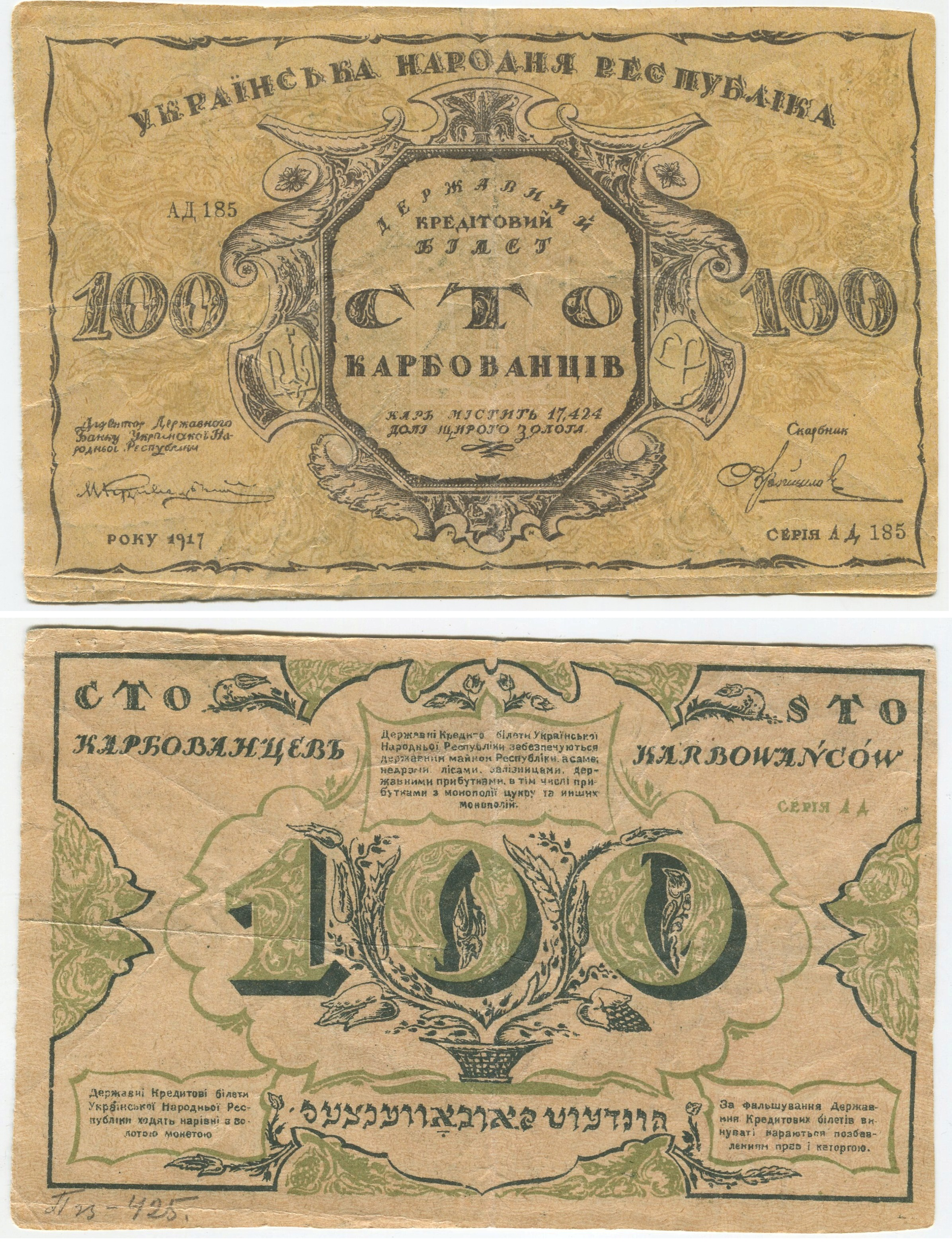
100 карбованців 1917 року. Тогочасна підробка для обігу

Випуску власних грошей передувала тривала дискусія щодо доцільності і наслідків емісії. Група київських економістів (проф. Яснопольський та ін.) доводили неможливість успішного запровадження національної валюти без золотого запасу, який пропонувалося створити шляхом продажу селянам поміщицьких земель. Інший варіант пропонував секретар земельних справ Борис Мартос. Він пропонував забезпечити гроші прибутками від державних монополій. Врешті було прийнято другий варіант.
Ще 29 вересня 1917 року український уряд ухвалив Декларацію «Про децентралізацію українських фінансів, створення спеціального бюджету та Національного банку».
А 19 грудня 1917 р. (1 січня 1918 р.) Центральна Рада ухвалила «Тимчасовий закон про випуск державних кредитових білетів УНР».
Спершу грошова одиниця УНР отримала назву «карбованець», вартість якого дорівнювала 17,424 долі щирого золота (1 доля = 0,044 г золота). Ухвалою Центральної Ради було видруковано перший грошовий знак Української Народної Республіки — купюру вартістю у 100 карбованців. Автором оформлення грошового знака був визначний український художник-графік Георгій Іванович Нарбут.

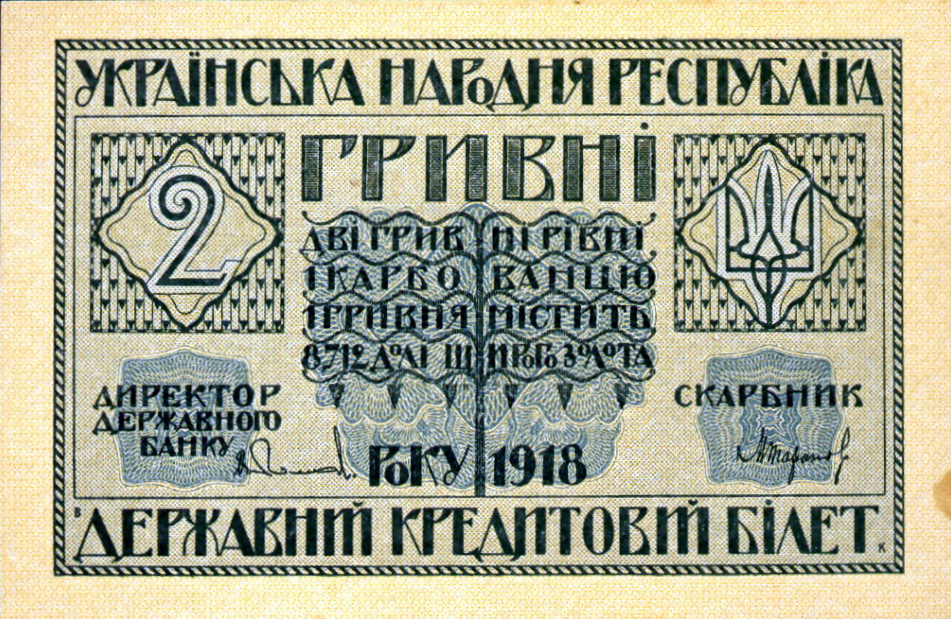
2 гривні — робота В. Кричевського.

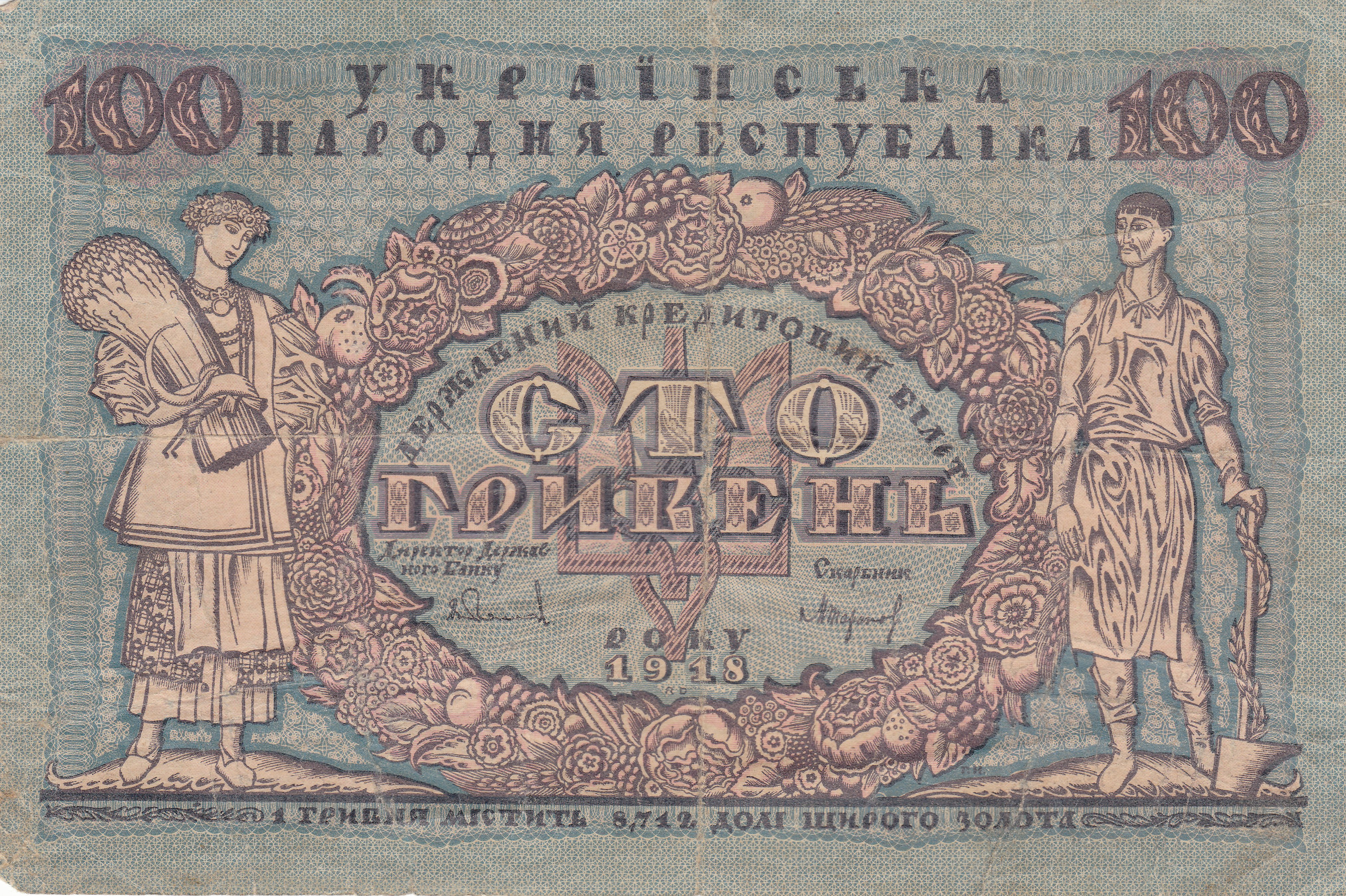
100 гривень УНР — робота Г. Нарбута.

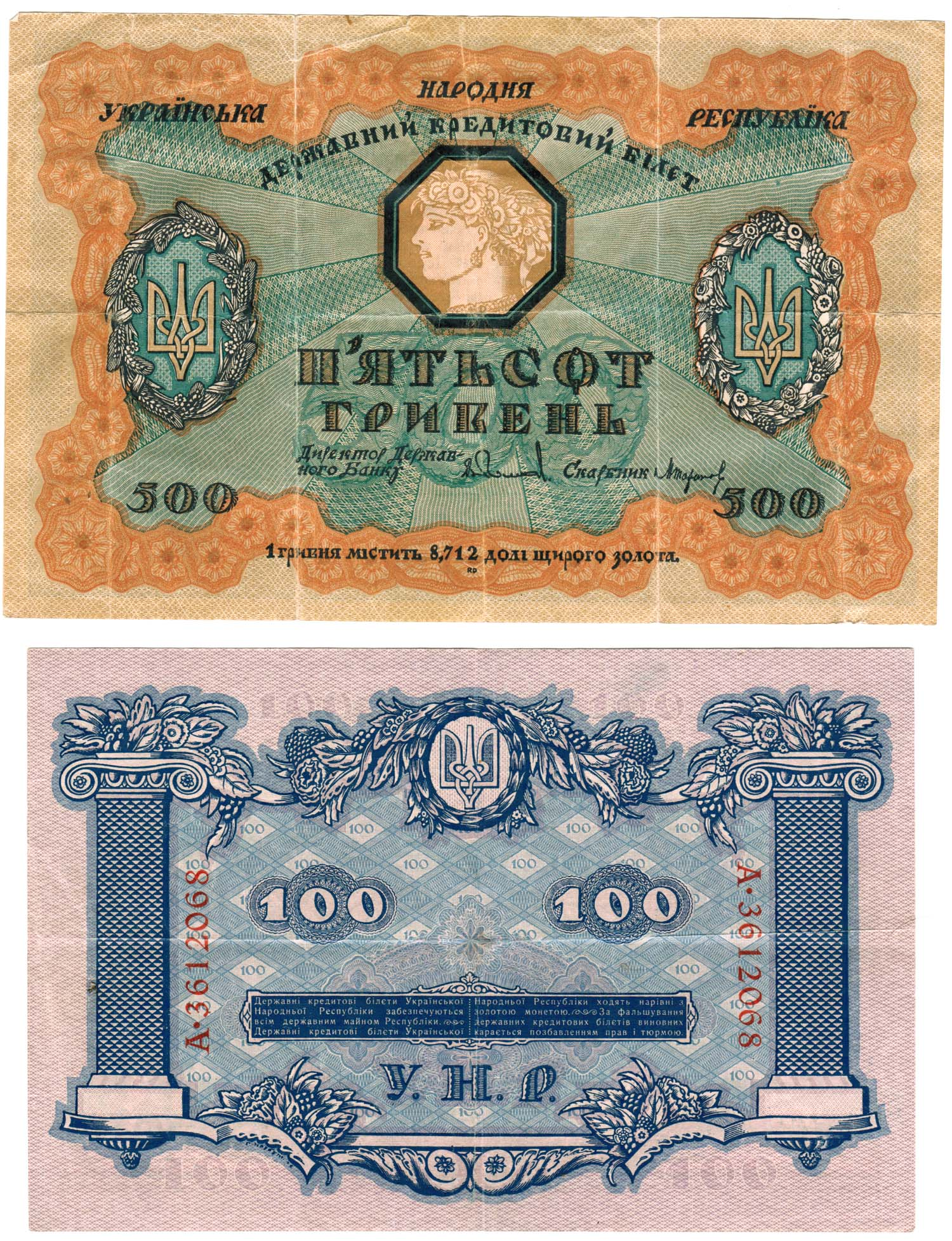
500, 100 гривень

Оформлюючи свою купюру, Нарбут застосував вишукані орнаменти в дусі українського бароко XVII—XVIII століть, декоративні шрифти, зображення тризуба (родового знаку князя Володимира Великого) та куші (самострілу, герба Київського магістрату XVI—XVIII століть). Напис «100 карбованців» подавався на купюрі мовами чотирьох найчисленніших націй, що живуть на території України, — українською, російською, польською та єврейською (їдиш). Банкноти друкували в одній з найкращих з тогочасних київських друкарень, власником якої був С. В. Кульженко.
З випуском нарбутівської стокарбованцевої купюри пов'язаний вибір тризуба як державного герба України. Георгій Нарбут, проєктуючи ескіз купюри у 100 карбованців, звернув увагу на тризуб як знак, характерний для найдавніших національних грошей України — злотників та срібників князя Володимира, і вмонтував його до композиції ескізу. Оригінальний знак одразу запам'ятався українським патріотам. Тризуб тут виступав як алегорія українського державотворення ще від часів Володимира Великого, що також мало глибоко патріотичний зміст. Після введення купюри в обіг майже одразу ж було зафіксовано випадки її фальшування. З огляду на те, а також на деякі політичні причини (так, УНР, яка за Третім універсалом визначалася як складова частина федеративної Росії, проголошувалася за Четвертим універсалом 22 січня 1918 року «самостійною, ні від кого не залежною державою») Центральна Рада 1 березня 1918 року прийняла Закон «Про грошову одиницю, биття монети та друк державних кредитових білетів», яким було запроваджено нову грошову одиницю — гривню, яка поділялася на 100 шагів і дорівнювала 1/2 карбованця. Відтак 30 березня 1918 р. було ухвалено Закон «Про випуск на 100 млн знаків Держскарбниці». Емісія грошових знаків відбулася майже без зволікань, вже 6 квітня купюри номіналом у 25 та 50 крб. було випущено. Формальне завершення формування структури системи українських грошових знаків відбулося 18 квітня 1918 р., коли Центральною Радою було прийнято Закон «Про надання Міністрові фінансів права випустити розмінних марок». Розмінна монета у вигляді марок-шагів була випущена у обіг 8 липня 1918 р. вже за гетьманату П. Скоропадського.
Загалом Центральна Рада емітувала українських паперових грошових знаків на суму 115 626 300 карбованців, з яких було випущено купюр номіналом: у 100 карбованців — на суму в 53 250 000 карбованців; у 25 та 50 карбованців — на суму 58 920 000 карбованців. Суми, як на той час, порівняно невеликі, адже за гіперінфляційного становища на ринку і паралічу економічного життя їх було не так вже й багато. За таких умов неможливо було оздоровити й упорядкувати в Україні не лише фінансово-економічну ситуацію, а й соціально-політичну.

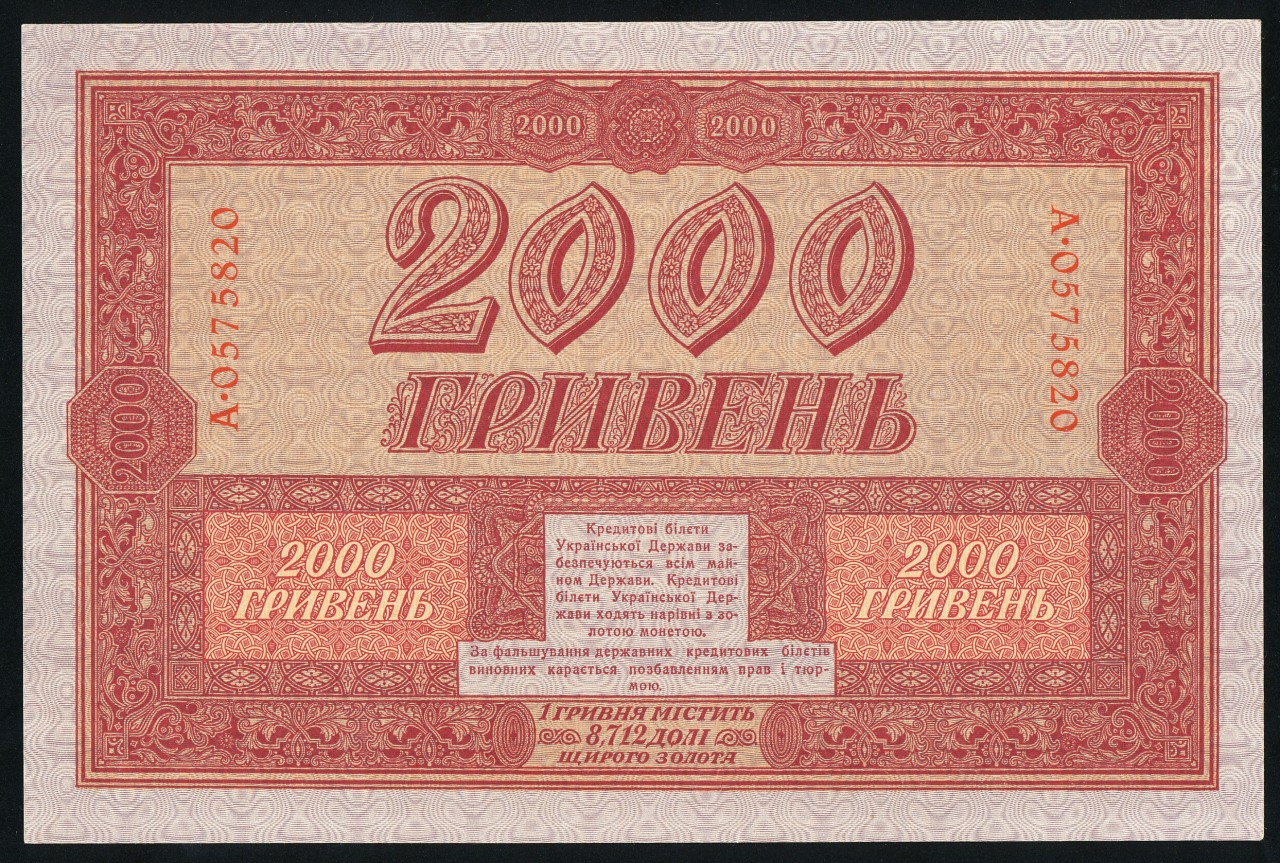
140

Протягом 1918 року в Берліні було видруковано грошові знаки у 2, 10, 100, 500, 1000 та 2000 гривень (проєкти двох останніх було виконано вже після проголошення гетьманату на чолі з Павлом Скоропадським). Ескіз першої купюри, оздобленої досить простим геометричним орнаментом, виконав Василь Кричевський, трьох наступних — Георгій Нарбут. Гривневі купюри Нарбута, як і попередня, відзначалися вишуканим оформленням. Так, в ескізі 10-гривневої купюри Нарбут використав орнаменти українських книжкових гравюр XVII століття, 100-гривневої — зображення робітника з молотом та селянки з серпом на тлі розкішного вінка з квітів і плодів, 500-гривневої — свою улюблену алегорію «Молода Україна» у вигляді опроміненої дівочої голівки у вінку (завдяки цій деталі купюра отримала гумористичну народну назву «горпинка»).
18 квітня 1918 р. в Києві розпочалась емісія марок-грошей номіналом 10, 20, 30, 40 та 50 шагів. Випускалися вони на тій же друкарні Кульженка. Загальний розмір емісії шагів становив 16014575 карбованців. Автором проєкту 10 та 20 шагів був Антон Середа, інші виконав Георгій Нарбут.

### Гривня за часів Скоропадського

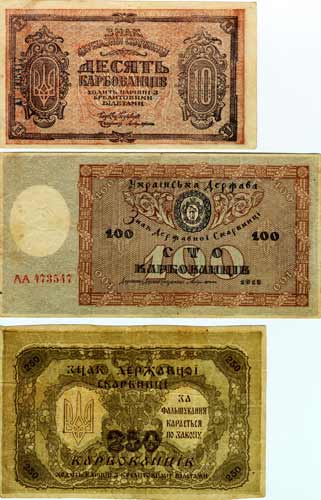
10, 100 та 250 карбованців Української держави

Гетьман Павло Скоропадський, прийшовши до влади в Україні у квітні 1918 року, зберіг систему номіналів: 1 гривня = 1/2 карбованця або 100 шагів. На той час у вільному обігу на українському ринку були царські карбованці, карбованці та гривні УНР, карбованці місцевого випуску Житомира та Одеси, німецькі марки, срібні монети Російської імперії і марки-гроші.
Нові політичні обставини вимагали від уряду збільшення емісії грошей, для виконання зобов'язань перед командуванням австро-німецьких окупаційних військ, які виступали гарантом цілісності Української Держави. Також гроші були необхідні для продовження проєкту реформ.
Вже 9 травня 1918 р. було ухвалено закон, згідно з яким розмір емісії зріс на 4000 млн карбованців. 12 травня Рада Міністрів надала Німеччині по 2000 млн карбованців у вигляді безтермінових позичок. Для реалізації цього рішення У Берліні було надруковано облігації 3,6 % чотирирічної позички із номіналом 50, 100, 200 та 1000 гривень на загальну суму 1 млрд гривень. За Директорії ці облігації використовували як повноцінні гроші відповідних номіналів.

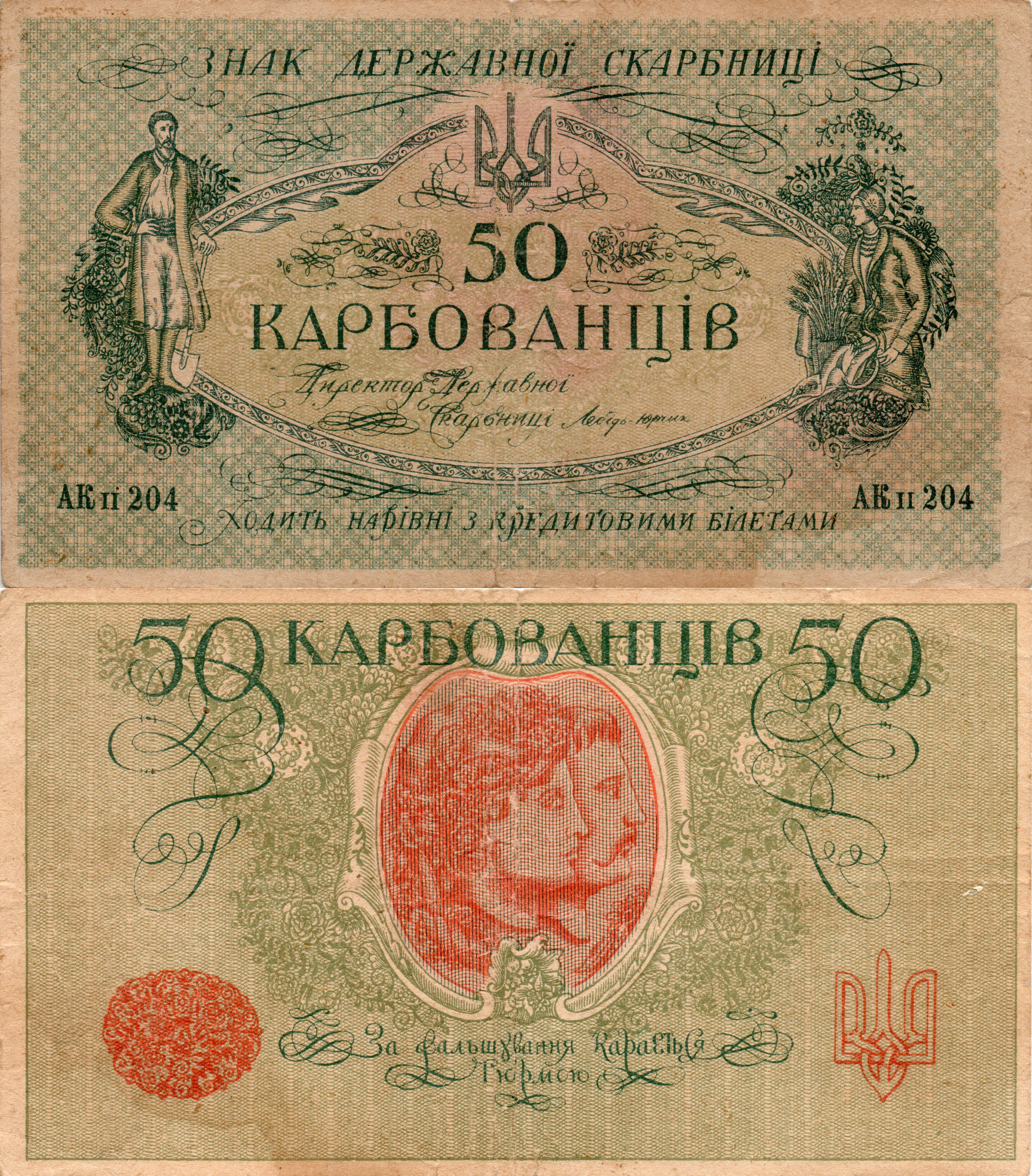
Знак Державної Скарбниці — 50 карбованців, 1918(Центральна Рада).

Для збільшення грошової маси в обігу, у травні було прийнято з Німеччини партію банкнот номіналами 2, 100, 500 гривень, замовлених ще Центральною Радою, а за тим у жовтні — банкноти номіналами 10, 1000 і 2000 гривень, країною-емітентом на яких позначено вже Українську Державу.
Також було виготовлено ескізи купюр у 10, 25, 50, 100, 250 та 1000 карбованців. З цих купюр Георгієві Нарбутові, який очолив утворену при гетьмані «Експедицію з заготовлення державних паперів», належав ескіз лише 100-карбованцевого знаку, де він використав портрет Богдана Хмельницького, індустріальні мотиви (композицію з ремісничих інструментів) та створений ним самим проєкт герба Української Держави зі сполученням символів «тризуб» та «козак з мушкетом».
Проєкти цінних та документарних паперів, також виконували: Григорій Золотов, Іван Мозалевський, Олександр Богомазов та інші митці.
Останньою емісією Української держави був знак державної скарбниці вартістю 1000 карбованців за проєктом Г. Золотова. Банкнота була виповнена у бароковому стилі, на реверсі банкноти зображено дві дівиці: одна з гетьманською булавою, а інша з рогом достатку. На аверсі вперше було поставлено рельєфний відтиск печатки — герб Української Держави.

### Грошове господарство Директорії УНР
В останній місяць 1918 року було продовжено емісію банкноти 1000 карбованців.
А вже 4 січня 1919 року. було покладено новий проєкт грошової реформи, запропонований Б.Мартосом. Він визначав єдиними засобами платежу на території України гривні та карбованці, випущені за Центральної Ради і гетьманату Скоропадського. Російські рублі, випущені царським, а затим Тимчасовим урядами, були анульовані і не приймались державними установами. До того ж курс із російським рублем став плаваючим.
Директорія оголосила про зміцнення золотого вмісту української валюти. Для цього у населення почали збирати усе наявне золото та срібло для випуску монет, а також було оголошено переплавку усіх мідних пам'ятників російським царям на дрібну монету. На золотих гривнях планувалось розмістити бюст Т.Шевченка, а на срібних монетах — будинок Центральної Ради. Але розпочати випуск монет так і не вдалось через більшовицький наступ.
Після евакуації Директорії до Вінниці, а за тим до Кам'янця-Подільського, засновану ще при гетьмані Експедицію Заготівлі Державних Паперів було відправлено у Станіслав, де була в наявності належна друкарська база. У Станіславі керівник Експедиції Микола Данильченко налагодив виготовлення розмінних знаків держ. скарбниці УНР номіналом 5 гривень.
Цю банкноту вважають найгіршою з усіх випущених в Україні[джерело?]. Дрібна сірувата банкнота із зображень мала лише скромні тризуби з обох боків і текст. На деяких з них навіть було допущено помилку в позначенні номіналу, в обіг банкноти вийшли з написом «пять гивень». Це пояснюється наспіх виконаним проєктом для швидкого випуску грошей.
У березні 1919 року було довипущено в обіг банкноти гетьманових емісій.
У 1920 році у Варшаві було проведено останню емісію українських грошей — 1000 карбованців.

### Більшовицькі емісії українських грошей
Під час першої Радянсько-Української війни більшовицькі війська захопили в Одесі кліше для випуску банкнот 50 карбованців, якими користувалися для випуску грошей на окупованих територіях.
Під час наступу на УНР Директорії більшовики вивезли в Москву кліше для друку банкноти 10 карбованців 1919 року Директорії. Банкноти 10 карбованців більшовиків відрізнялись від українських папером, фарбою, водяним знаком, серією та номером і випускались для розхитування фінансів УНР.
В кінці 1920 року, після підписання прелімінарного польсько-радянського договору, більшовики заборонили обіг українських грошей окрім 10 карбованців 1919 року випуску УРСР та 50 карбованців серій АО 236-250 випущених Галревкомом.

### Хронологія введення грошових знаків УНР та Української Держави
- 5 січня 1918 року — 100 карбованців (ескіз Г. Нарбута)
- 6 квітня 1918 року — 25 та 50 карбованців (Народна назва — «лопатки» (через зображеного на них селянина з лопатою), ескізи О. Красовського)
- 17 жовтня 1918 року — 10, 100 та 500 («горпинки») гривень (ескізи Г. Нарбута)
- жовтень 1918 року — 1000 та 2000 гривень (ескізи І. Мозолевського)
- серпень 1919 року — 10 («раки») та 1000 карбованців (ескізи Григорія 3олотова), 100 карбованців (ескіз Г. Нарбута) та 250 карбованців («канарейки», ескіз Б. Романовського)
- жовтень 1919 року — 25 карбованців (ескіз А. Приходька).

| Випуск 1918 року | Випуск 1918 року | Випуск 1918 року | Випуск 1918 року | Випуск 1918 року | Випуск 1918 року            | Випуск 1918 року  |
| Зображення       | Зображення       | Номінал          | Рік              | Розміри          | Місце випуску               | Основний колір    |
| Лицьова сторона  | Зворотна сторона | Номінал          | Рік              | Розміри          | Місце випуску               | Основний колір    |
| ---------------- | ---------------- | ---------------- | ---------------- | ---------------- | --------------------------- | ----------------- |
|                  |                  | 2                | 1918             | 118 × 70         | Віддруковані в Берліні      | синій             |
|                  |                  | 5                | 1919             | 100 × 60         | Віддруковані в Станиславові | сірий             |
|                  |                  | 10               | 1918             | 140 × 90         | Віддруковані в Берліні      | червоний          |
|                  |                  | 100              | 1918             | 175 × 115        | Віддруковані в Берліні      | синій             |
|                  |                  | 500              | 1918             | 185 × 120        | Віддруковані в Берліні      | червоний синій    |
|                  |                  | 1000             | 1918             | 198 × 125        | Віддруковані в Берліні      | синій             |
|                  |                  | 2000             | 1918             | 204 × 134        | Віддруковані в Берліні      | світло-коричневий |

## Радянські часи
«Більшовицькі тисячки» запроваджені Раднаркомом на землях Радянської України, мали мізерний курс (1 золотий карбованець = 5 457 000 000 радянських карбованців). Це становище спричинилося до проведення у 1922–1924 роках грошової реформи, наслідком якої стало введення в обіг радянського червінця (1,6767 г золота). 1924 року було встановлено курс нового радянського карбованця, який дорівнював 1/10 червінця. Ця подія стала моментом остаточного утвердження радянської валюти.

## Доба нацистської окупації

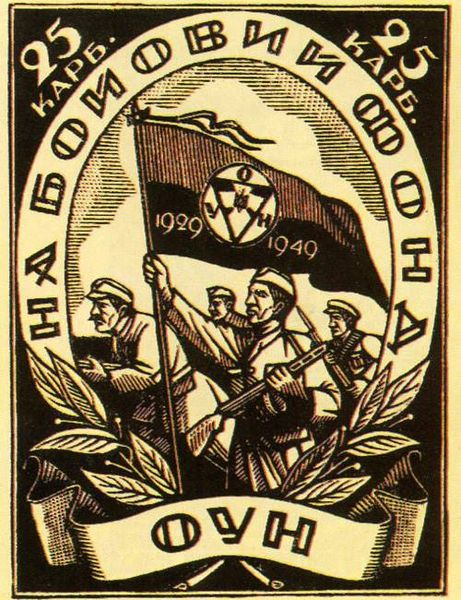
Бофон 25 карбованців

На території Райхскомісаріату Україна у 1942—1944 роках були в обігу карбованці, запроваджені окупаційною владою нацистської Німеччини.
На території підконтрольній УПА діяли карбованці бофони (від словосполучення «бойовий фонд»).

## Гривня в сучасній Україні

### Купонокарбованці: від рубля до гривні
Після проголошення незалежності у серпні 1991 року Україна взяла на себе питання фінансового забезпечення функціонування економіки. На виконання постанови Президії Верховної Ради України «Про введення в обіг на території республіки купонів багаторазового використання» від 9 вересня 1991 року Національний банк України ввів в обіг купони багаторазового використання з 10 січня 1992 року. З введенням купонів у готівковому обігу в Україні одночасно опинились дві валюти — радянські рублі та українські купонокарбованці. Для розрахунків за продовольчі та промислові товари приймались винятково купонокарбованці; для розрахунків за послуги, та інших видів платежів приймались як рублі, так і купонокарбованці за курсом 1 до 1-го. У перші місяці після введення, враховуючи ширшу вживаність купонокарбованців, вони цінились трохи більше за радянські рублі. Поступово, у квітні 1992 року, весь готівковий обіг заповнився купонокарбованцями. У листопаді 1992 року рублі були замінені на карбованці й у безготівковому обігу.
Хоча купони багаторазового використання планувалось ввести для використання лише на 4-6 місяців, вони проіснували до 1996 року, взявши на себе весь інфляційний удар.

### Історія нової гривні
Безпосередня робота з виготовлення українських грошей розпочалася в квітні 1991 року за двома напрямами: розробка дизайну та виготовлення купюр і монет. Дизайн гривень розробили українські художники Василь Лопата (портрети видатних постатей та пейзажі) і Борис Максимов (дизайн купюр, орнаменти, шрифти) [Архівовано 1 листопада 2018 у Wayback Machine.] Вже у вересні 1991 року, після розгляду і схвалення Верховною Радою, був запланований випуск банкнот номіналами 1, 3, 5, 10, 25, 50, 100, 200 гривень. Пізніше замість 3 гривень було випущено 2, 25-ти — 20 гривень.
Згідно з постановою Президії Верховної Ради України «Про затвердження назви і характерних ознак грошової одиниці України» від 10 грудня 1991 року Національний банк України встановлював детальні ознаки купюр всіх номіналів, а Голова Правління НБУ отримав повноваження підпису до друку зразків банкнот.
2 березня 1992 року були затверджені номінали монет: 1, 2, 3, 5, 10, 15, 20, 25, 50 копійок і 1 гривня. Монети номіналом 3, 15 та 20 копійок в обіг випущені не були.
14 листопада 1991 року Президія Верховної Ради України прийняла постанову «Про національну валюту в Україні». Цим документом передбачалось введення в обіг на території України національної валюти в I півріччі 1992 року. Тому заходи з виготовлення гривні здійснювались у прискореному темпі. Ще 23 жовтня 1991 року було підписано контракт з «Кенедієн Банкнот Компані» на виготовлення гривні. Проте достатніх потужностей для якісного друку щонайменше 1,5 млрд необхідних банкнот фірма не мала. Отже, за згодою Леоніда Кравчука, 18 січня 1992 року у Києві було укладено контракт з британською фірмою «De La Rue». Від Національного банку його підписав тодішній голова НБУ В. П. Матвієнко. Він же затвердив до друку купюри номіналом 50 і 100 гривень.

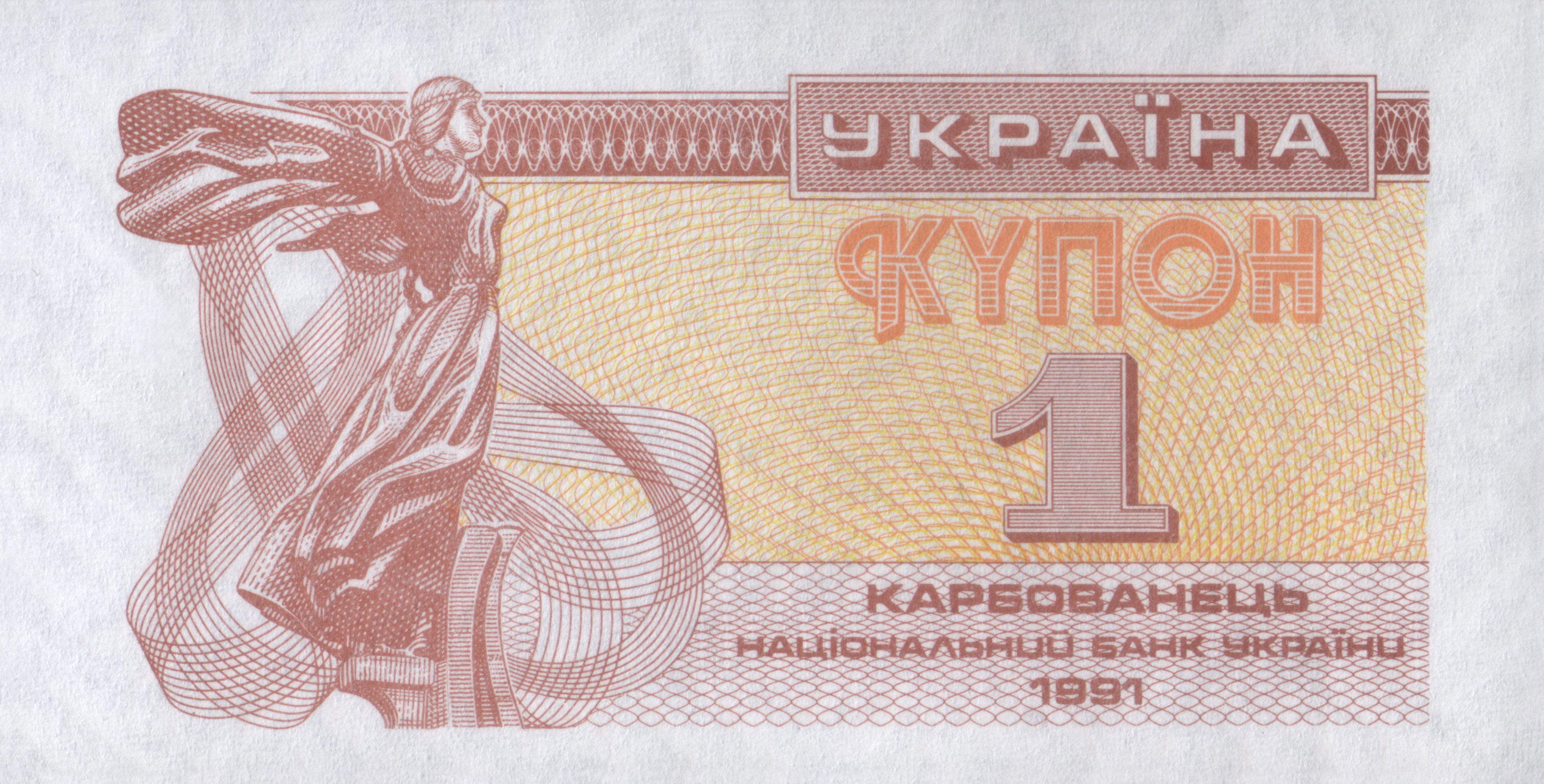
1 карбованець

Хоча гривня була виготовлена вчасно, складна економічна ситуація вимагала введення перехідних грошей, які б взяли на себе тиск інфляції і загрозу неплатежів, як це було в свій час і в США. Виготовлені тоді купоно-карбованці виконали функцію таких грошей, забезпечивши виплати зарплат шахтарям, пенсіонерам, державним службовцям. Це дало змогу уникнути дефіциту грошових знаків, який виник при виході України з рублевої зони.

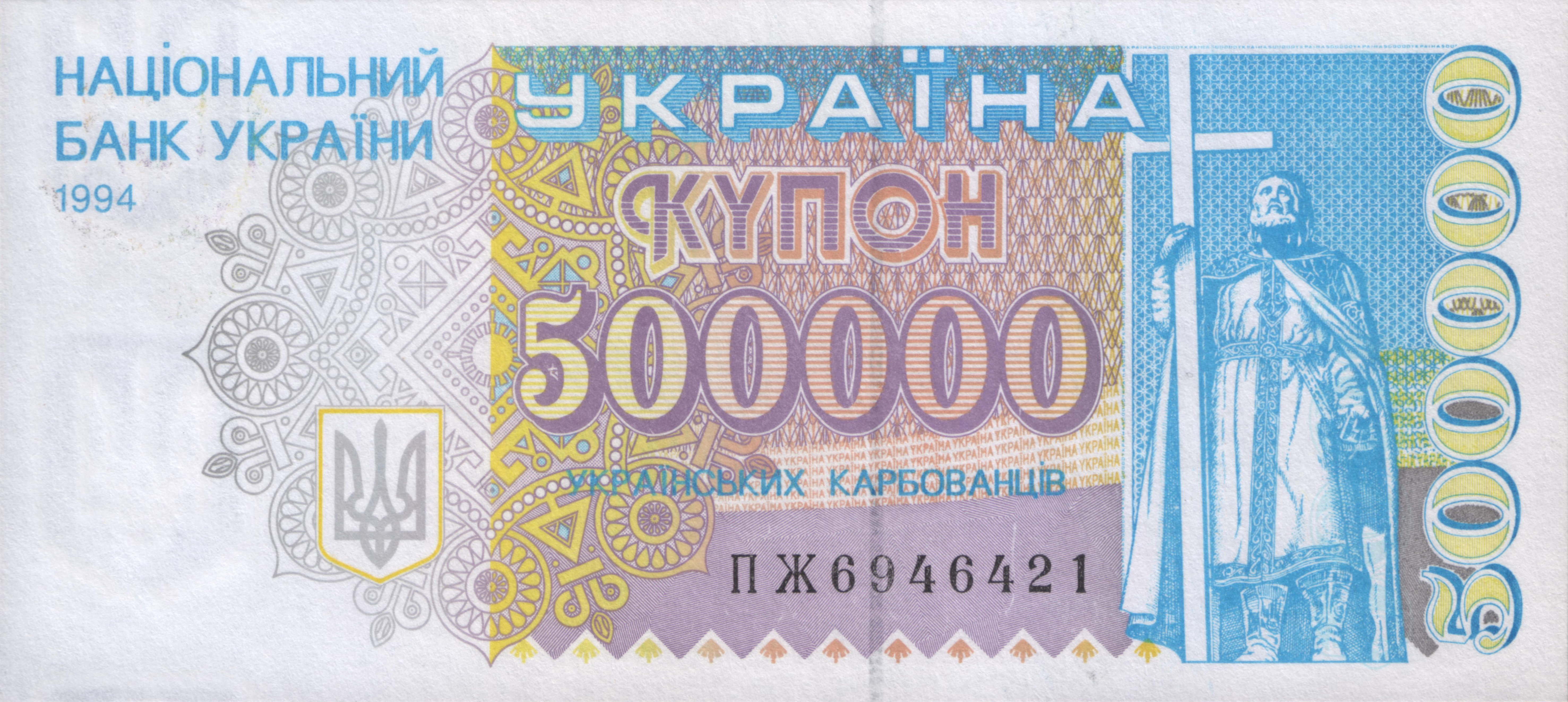
500 000 карбованців

Паралельно з виготовленням гривні здійснювались заходи з впровадження власних потужностей для друкування грошових знаків і цінних паперів. 18 вересня 1991 року Кабінет Міністрів України прийняв постанову «Про створення потужностей з виготовлення національної валюти і цінних паперів». Згідно з цією постановою Національний банк створив дирекцію з будівництва необхідних об'єктів. Були укладені угоди з провідними світовими виробниками найсучаснішого обладнання з виготовлення грошей, яке і стало технічною базою для друку гривні на вітчизняному Банкнотно-монетному дворі. Таким чином, були закладені основи для самостійного випуску українською державою власних грошових знаків.

### Грошова реформа
25 серпня 1996 року в засобах масової інформації було оголошено Указ Президента України Леоніда Кучми «Про грошову реформу в Україні». Безпосередньо виконання грошової реформи було покладене на Національний банк України, який тоді очолював Віктор Ющенко.
Відповідно до Указу Президента України грошова реформа в Україні проводилася 2-16 вересня 1996 року. У перший же день реформи за встановленим курсом було перераховано у гривні ціни, тарифи, оклади заробітної плати, стипендії, пенсії, кошти на рахунках підприємств, установ та організацій, а також вклади громадян. Карбованцеві вклади населення було перераховано у гривні за курсом 100 000 карбованців за одну гривню без будь-яких обмежень і конфіскацій із вільним їх використанням у гривнях.
Протягом 15 днів — від 2 до 16 вересня 1996 року — в готівковому обігу одночасно вільно використовувалися як гривні, так і карбованці з поступовим вилученням останніх. Після 16 вересня 1996 року приймання карбованців в усі види платежів було припинено і єдиним законним засобом платежу на території України з цього моменту стала гривня.
З початку реформи всі видачі готівки з кас банків (у тому числі для виплати заробітної плати, пенсій та інших доходів), безготівкові розрахунки здійснювались тільки у новій національній валюті.
Час для цього було обрано не цілком вдалий. Грошова реформа не була підкріплена іншими заходами у сфері податкової, бюджетної політики тощо, про що свідчило, зокрема, зосередження майже половини усієї грошової маси в наступні роки в сфері тіньової економіки, значне переважання купівлі населенням іноземної валюти над її продажем. Курс гривні майже два роки утримувався завдяки жорсткій монетарній політиці, тобто штучному заниженню грошової маси щодо валового внутрішнього продукту, що посилювало грошовий голод на гривню, бартеризацію торгівлі, кризу неплатежів та ін. Внаслідок цього курс долара в 1996 р. знизився на 24 % (вплив гривні був незначний, оскільки її було впроваджено наприкінці того ж року), в 1997 — на 9 %. У 1997 дещо зріс рівень монетаризації економіки. Разом з істотним зростанням дефіциту державного боргу та виплат відсотків по ньому, неефективним використанням бюджетних коштів, зменшенням валютних резервів НБУ, погіршенням фінансового становища підприємств тощо в 1998 це призвело до поступової девальвації гривні, яка становила 84 %. Водночас при запровадженні режиму конвертованості гривні не було дотримано основних вимог конвертованості.

## Виноски
1. ↑  Спасский И. Г. Русская монетная система. —  Л.: Издательство Государственного Эрмитажа. — С. 106
2. 1 2 3 4 5 6 7 8  Шуст Р. М. Нумізматика: історія грошового обігу та монетної справи в Україні: Навч. посіб. — 2-ге вид., стер. — К.: Знання, 2009. — С.244-246
3. 1 2  Тхоржевський, Р.Й. (2000). Нариси історії паперових грошей на Тернопільщині ХХ ст. Тернопіль: Підручники & Посібники. с. 32.

## Ресурси інтернет

### Банкноти часів визвольних змагань
- https://www.radiosvoboda.org/a/ukrainian-banknotes-1917-1921/28449363.html
- Перша паперова гривня (1918). Галерея банкнот [Архівовано 20 квітня 2013 у Wayback Machine.]
- Національні паперові гроші України
- Віталій Черноіваненко. Історія паперових грошей України 1917—1920 років. Дзеркало тижня, № 37 (361) 22 — 28 вересня 2001. Текст доступний українською та російською мовами.
- З історії українських грошей. Дзеркало тижня, № 33 (612) 2 — 8 вересня 2006. Текст доступний українською та російською мовами.
- Історія гривні на сайті НБУ [Архівовано 24 серпня 2019 у Wayback Machine.]
- В.Матвієнко «Автограф на гривні», газета «Обрій» (архів), № 26(57) (грудень 2001); 1 (58) (03.01.2002); 2 (59) (10.01.2002); 3 (60) (17.01.2002); 4 (61) (24.01.2002); 5 (62) (31.01.2002); 8 (65) 21.02.2002; 10 (67) (7.03.2002); 11 (68) (14.03.2002)

### Гривня після 1996 року
- Історія українських банкнот: від грошової реформи 1996 року до сьогодення [Архівовано 14 червня 2007 у Wayback Machine.] (рос.)
- «300 миллионов гривен, напечатанных в Берлине, так и не смогли доставить в Украину» — газета «Факты» [Архівовано 21 червня 2017 у Wayback Machine.]